# Jules Baric
Pour les articles homonymes, voir Baric.
Jules Jean Antoine Baric, dit Jules Baric, illustrateur et caricaturiste français, est né le 14 avril 1825 à Sainte-Catherine-de-Fierbois et mort le 19 juin 1905 à Monnaie.

## Biographie

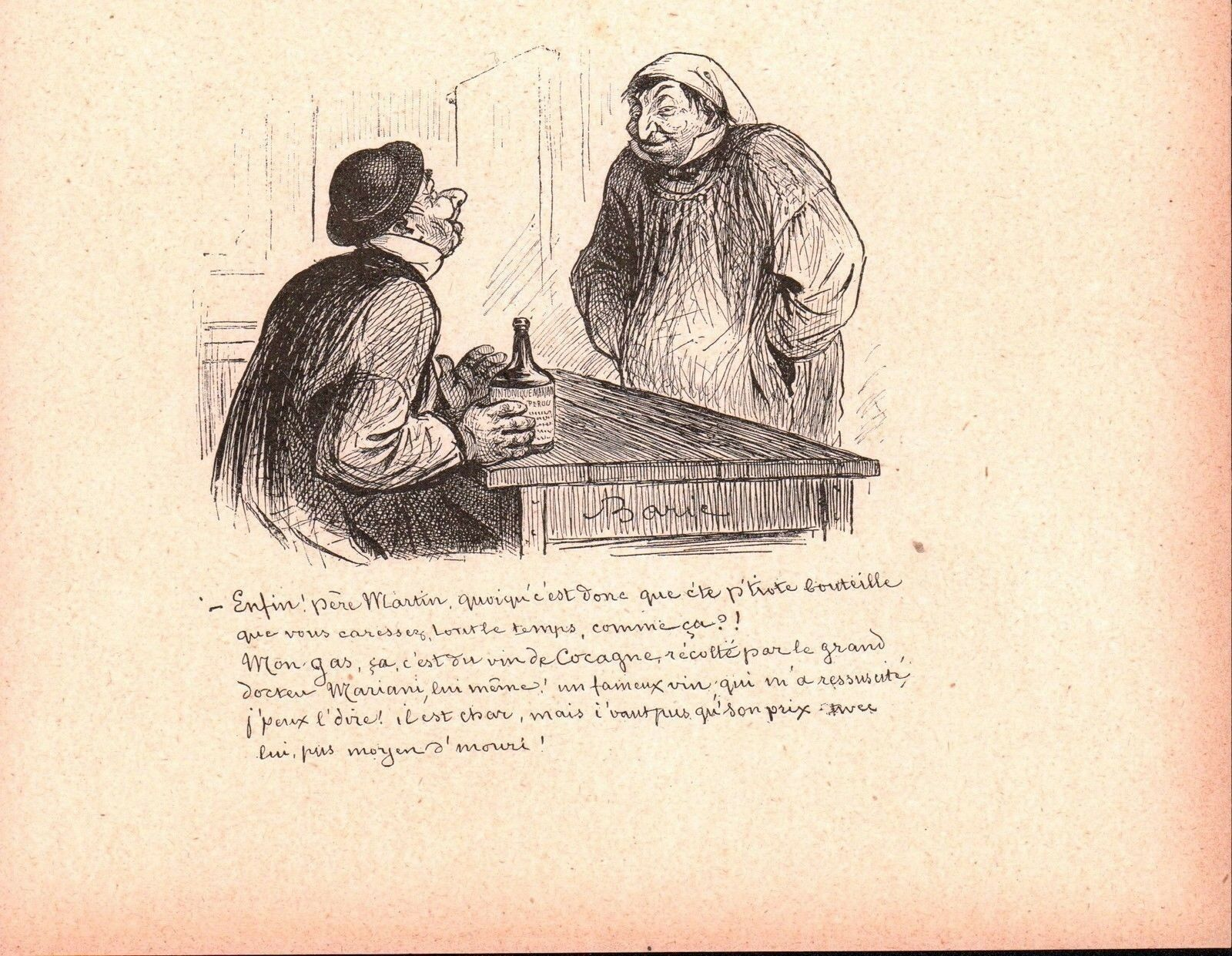
Dessin de Jules Baric pour lAlbum Mariani

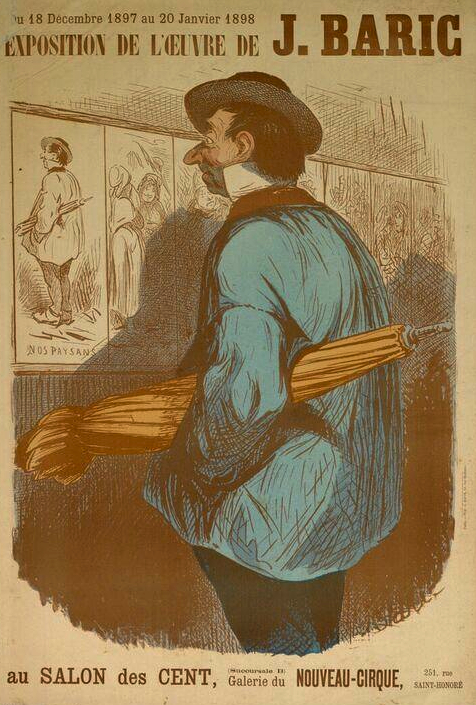
Affiche pour le Salon des Cent.

Après avoir fait ses études à Tours, Jules Baric a l'intention de préparer Polytechnique, puis il travaille de 1848 à 1881 comme employé des Postes. Sur les indications du sculpteur David d'Angers et les conseils de François Arago, il entre à l'atelier de Drolling à Paris en 1845.
Il collabore notamment à plusieurs journaux satiriques (La Semaine, Le Journal amusant, Le Polichinelle, Le Charivari), publie des recueils (Nos Paysans), illustre de nombreux ouvrages, dont des nouvelles de Maupassant, chez Arnaud de Vresse pour ses albums comiques en 1857 dont Proverbes travestis ou la Morale en carnaval, Balivernes militaires ; en 1858 les magnifiques et rares albums couleur de Monsieur Plumichon, Comment on devient riche, Animaliana, puis en 1859 Les Autrichiens en Italie, Où diable l'esprit va-t-il se nicher, etc.
Il écrit quelques pièces : Le Serpent de la rue Lecépède, vaudeville en un acte représenté au Théâtre Beaumarchais, avec Jules Delahaye administrateur de l'Opéra ; Le Loup-Garou, opérette en un acte donnée aux Folies-Nouvelles en 1858 ; au même théâtre Le Grand-Poucet, pantomime en quatre actes.
En 1860, Baric est un des fondateurs du premier journal pour enfants de cinq à douze ans : Le Chérubin, puis d'autres albums de ses dessins paraissent : en 1860 Ces bonnes petites femmes (chez de Vresse) ; en 1861 Polichinelle et son ami Pierrot, L'Education de la poupée, Portiers et locataires, etc. ; en 1862 Les Fourberies d'Arlequin ; en 1863 La Prise de Troie ; en 1864 Fantasia militaire ; en 1865 La Fée Carabosse, Croquemitaine.
Il donne aussi dans la parodie : Voilà ce qui vient de paraître, revue comique de l'année 1862 (de Vresse) ; Un Tour au Salon, exposition des Beaux Arts de 1863 (chez Dentu) ; Parodie des Misérables de Victor Hugo (1862), Parodie de Quatre-vingt-treize (1874), éditées chez de Vresse. Il illustre des volumes : La Pêche à la ligne de Léo de Mark (chez Vanier), La Légende de l'orphéoniste de Laurent de Rillé (Vanier) ; il peint des camaïeux pour Boule de Suif de Maupassant et La Fille de Clémentine d'Anatole France.
Chef de bureau à la Poste de Paris en 1871, il continue à assumer ses responsabilités pendant toute la durée de la Commune de Paris, ce qui lui vaudra une révocation en 1871 "pour avoir servi la Commune". Il sera réintégré en 1872
La vie qu'il mène à Monnaie de 1881 à sa mort en 1905 est révélatrice de son profond attachement à la classe paysanne et au terroir tourangeau. En 1897, l'exposition de 350 de ses dessins au Salon des Cent dont il dessine l'affiche consacre sa popularité.
Ses dessins, reproductions et caricatures constituent de précieux témoignages sur les mœurs, les évènements et les modes de la seconde moitié du XIXe siècle. Son œuvre est exposée au musée des Beaux-Arts de Tours.
Il est membre de la Société Littéraire et Artistique de la Touraine. Pendant cette période de vingt-quatre années et depuis sa Touraine, Jules Baric poursuit son active collaboration au Charivari et au Journal Amusant. À ce dernier journal il laisse l'exclusivité de ses Paysans dont il a réalisé depuis 1854 plusieurs milliers de dessins. Il vient souvent à Paris. Paul Hugonnet écrit dans La Plume de 1897 : « Je vis Baric pour la première fois en 1885 à la chronique Parisienne et je saluai ce collaborateur comme on salue un artiste qui fait partie de l'histoire de la caricature ».
Lorsque est fondée La Chronique amusante en 1886, Baric collabore à ce nouveau journal sous le pseudonyme de J.-J. Antone et lui fournit une série inédite :  Nos Bourgeois, Farces et Grimaces. De nombreux articles biographiques écrits de son vivant par H. de Camboulives, H. Hamel, H. Issanchou, John Grand-Carteret l'illustre historien de la caricature et du dessin, sont autant de preuves de sa célébrité, de même que les articles parus dans les dictionnaires et revues biographiques tels que L'Escarmouche, Le Monde moderne, les Figures contemporaines tirées de l'Album Mariani, Les Hommes illustres, Le Panthéon du mérite et sur le livre Les Mœurs et la caricature en France publié en 1888 par John Grand-Carteret.

## Honneurs
- Une rue porte son nom à Sainte-Catherine-de-Fierbois, et en décembre 2006 le conseil municipal a décidé à l'unanimité de nommer l'école publique du village « école Jules-Baric »[5].
- Une salle communale à Monnaie, dans la maison où il vécut de 1881 à 1905, dite Maison Baric .

### Sources
- Émile Bayard, La Caricature et les caricaturistes, Librairie Delagrave, Paris, 1900,chapitre V.
- Jules Baric caricaturiste tourangeau (1825-1905), Musée des Beaux-Arts de Tours, 1983.
- John Grand-Carteret, Les Mœurs et la Caricature en France, La Librairie Illustrée, Paris, 1888.
- [lucas francis guid'art portail d'artiste]
- L’article « Caricatures de Jules Baric à sujet médical et pharmaceutique », par Pierre Julien, dans la Revue d'histoire de la pharmacie, Année  1985, Volume  73, Numéro  265, p. 116–126, présente une étude intéressante avec de nombreuses illustrations.